# 假糙苏
假糙苏（学名：Paraphlomis javanica），为唇形科假糙苏属下的一个植物种。其种加词“javanica”意为“印度尼西亚爪哇的”。